# Bombardowanie Sulejowa
Bombardowanie Sulejowa – niemiecki nalot na Sulejów przeprowadzony przez Luftwaffe podczas kampanii wrześniowej.

## Przebieg nalotu
Miasto zostało zaatakowane 4 września o godzinie 17:00 przez samoloty Junkers Ju 87 B, które wystartowały z lotnisk w Ligocie Dolnej, Ottmuth i Neudorf. Jako iż bombardowania (które trwało godzinę) nie dało się przewidzieć, straty były duże i liczyły ok. 700-1200 zabitych cywilów oraz zniszczenia miasta wynoszące 70-80%. Podsumowując, na miasto podczas nalotu spadło ok. 249 bomb o łącznym tonażu 83 ton.
W nocy z 6 na 7 września Wehrmacht zajął Sulejów, ocalałe budynki po bombardowaniu zostały zniszczone poprzez podpalenie.